# DSO Dolního Pootaví
DSO Dolního Pootaví je dobrovolný svazek obcí v okresu Strakonice, jeho sídlem jsou Cehnice a jeho cílem je regionální rozvoj. Sdružuje celkem 17 obcí a byl založen v roce 2001.

## Obce sdružené v mikroregionu
- Štěkeň
- Jinín
- Osek
- Třešovice
- Kváskovice
- Radějovice
- Čejetice
- Slaník
- Řepice
- Cehnice
- Miloňovice
- Nebřehovice
- Paračov
- Přešťovice
- Skály
- Strakonice
- Rovná